# ロレンツォ・コスタ

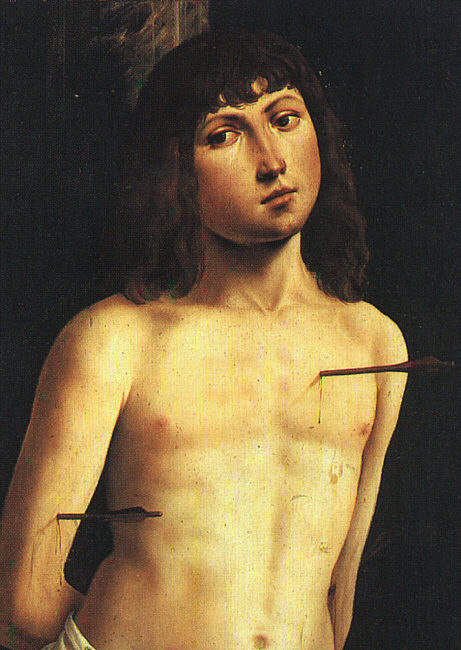
ロレンツォ・コスタの『聖セバスティアヌス』。ウフィツィ美術館所蔵。

ロレンツォ・コスタ（Lorenzo Costa, 1460年 - 1535年3月5日）は、イタリアのルネサンス期の画家。

## 生涯
フェラーラに生まれたが、20代のはじめ頃までにはボローニャに移っていた。多くの画家が両方の都市の近郊で働いていて、他の画家たちはコスタのことをフェラーラ派だと見なしていた。コズメ・トゥーラ（フェラーラ派）のところで修行したという説もある。
1483年に、コスタは『聖母子とともにあるベンティヴォーリオ家』他のフレスコ画を、サン・ジャコモ・マッジョーレのベンティヴォーリオ礼拝堂の壁に描くと、引き続き多数の作品を制作した。コスモはフランチェスコ・フランチャとは親友で、ライボリーニの影響を強く受けた。1509年、コスタはマントヴァに行き、そこでフランチェスコ2世・ゴンザーガというパトロンを見つけた。コスタは死ぬまでその地にとどまった。
彼の息子イッポリト（1506年 - 1561年）とジローラモ、さらにジローラモの息子の小ロレンツォ（1537年 - 1583年）も画家になった。コスタの仲間あるいは弟子たちには、コズメ・トゥーラ、ドッソ・ドッシ、ルドヴィコ・マッツオリーノ、さらにニッコロ・ピサーノ（1470年 - 1538年。同名の彫刻家とは別人の画家）といった人々がいた。

ギャラリー
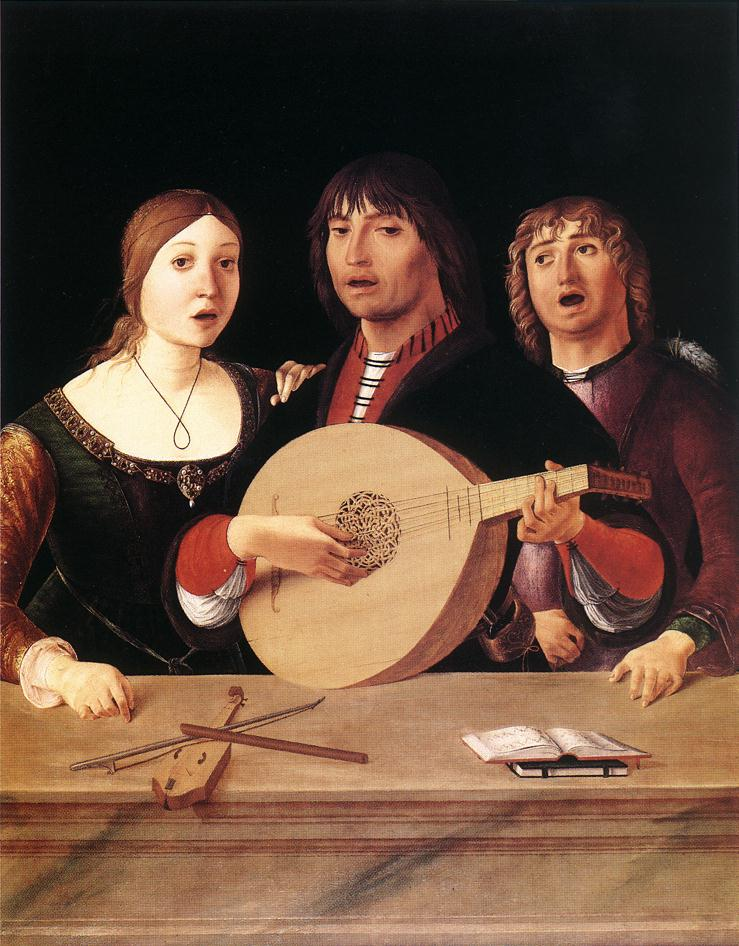
『合奏』ロンドン、ナショナル・ギャラリー
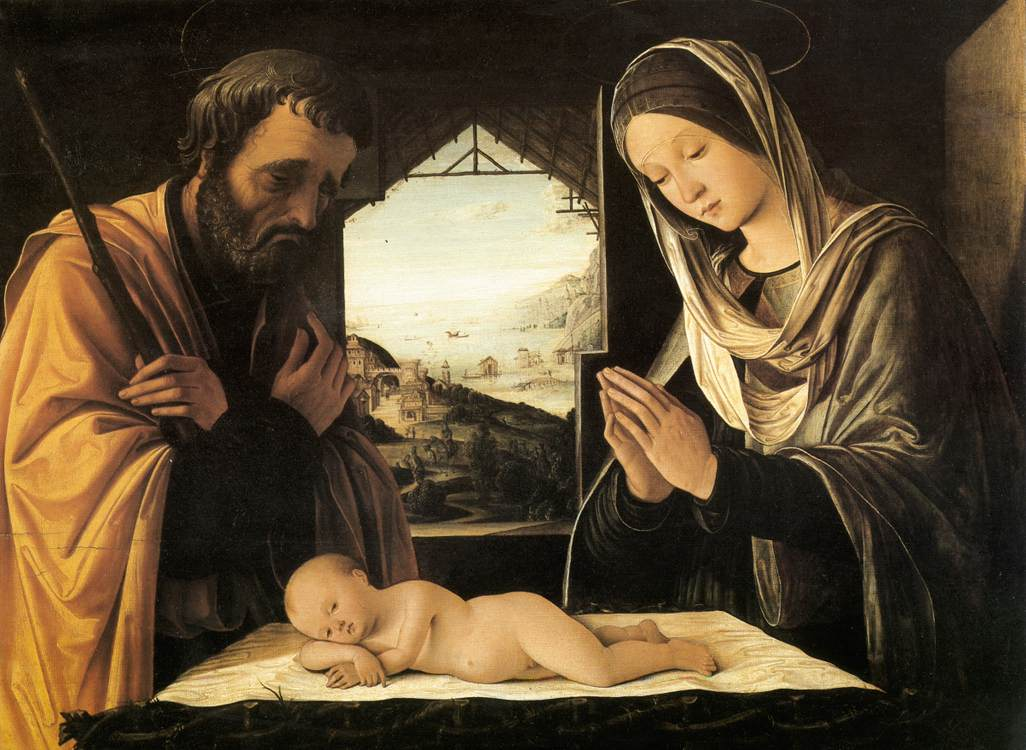
『聖家族』フランス・リヨン、リヨン美術館
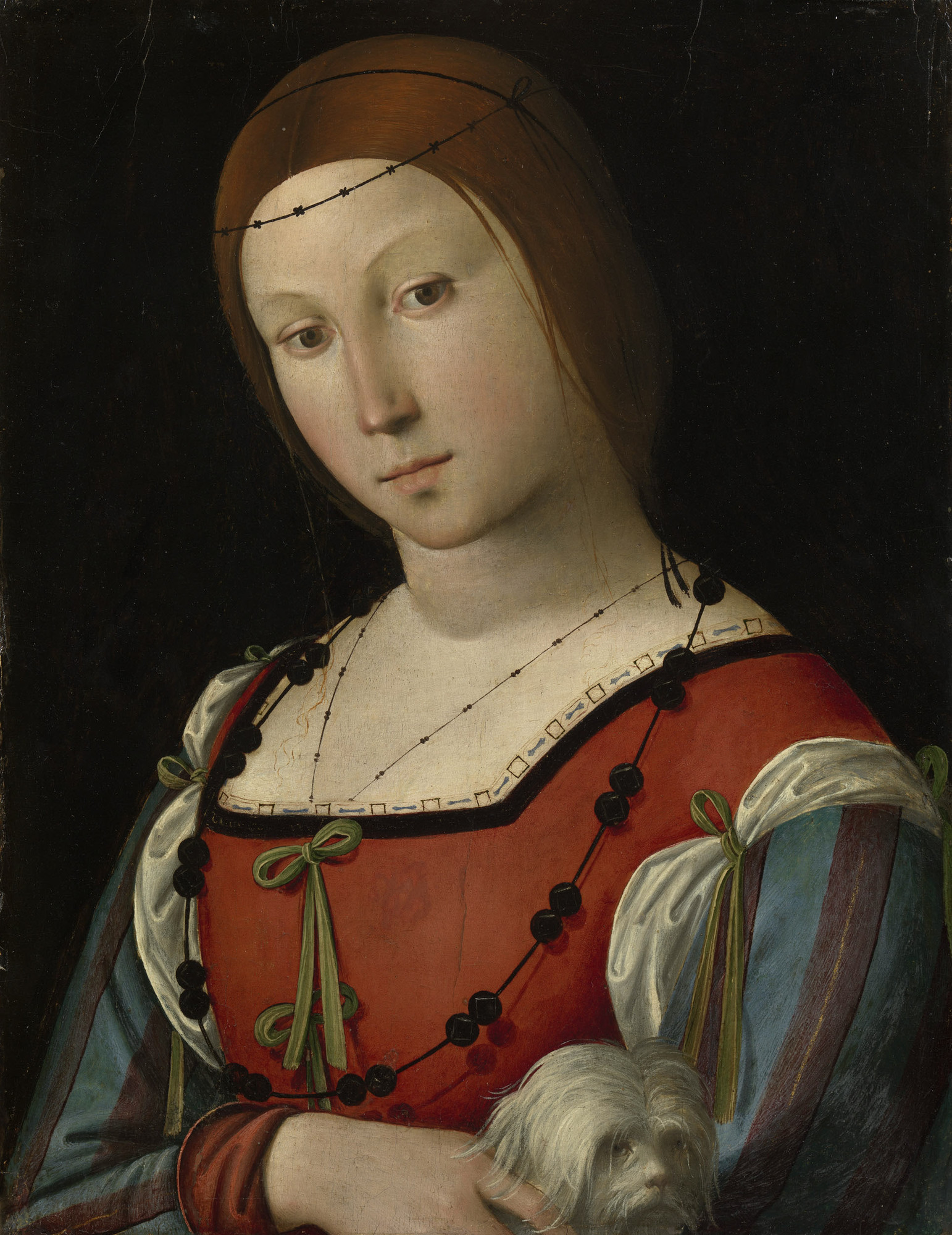
『子犬を抱えた女性』
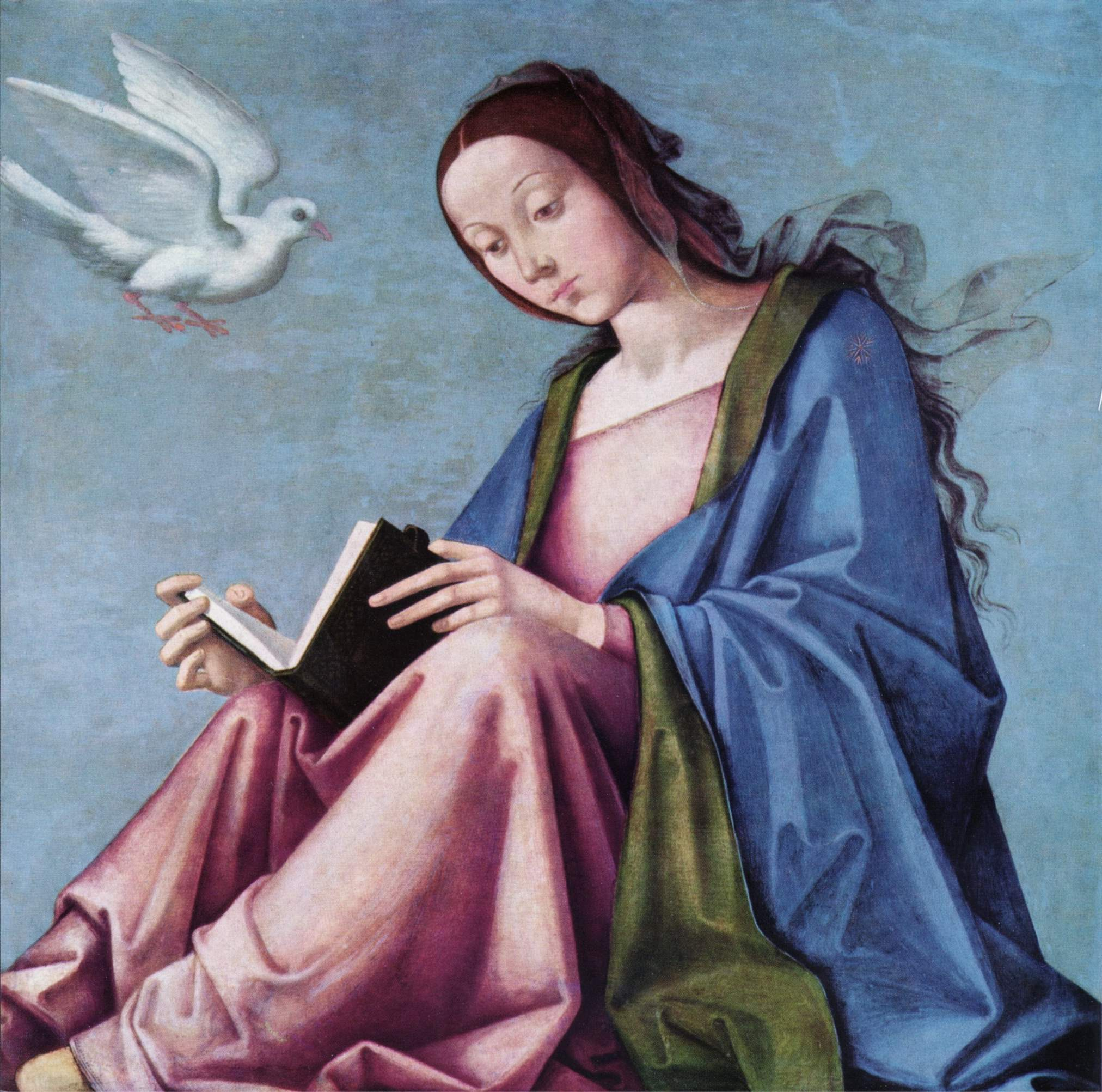
『受胎告知』
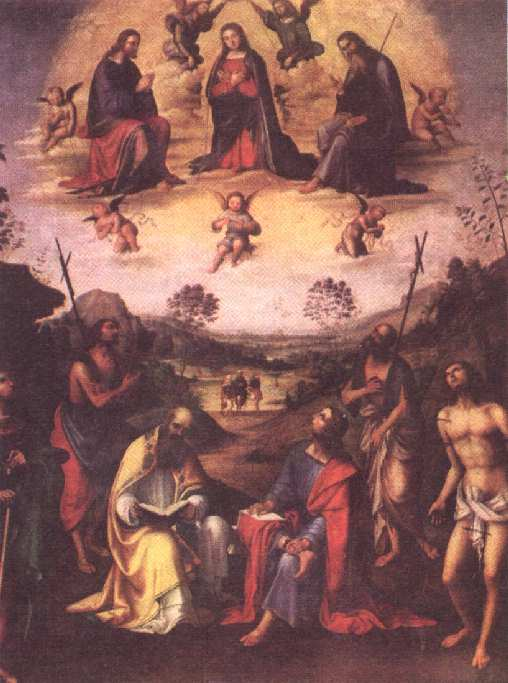
『聖者を連れた聖母の栄誉』
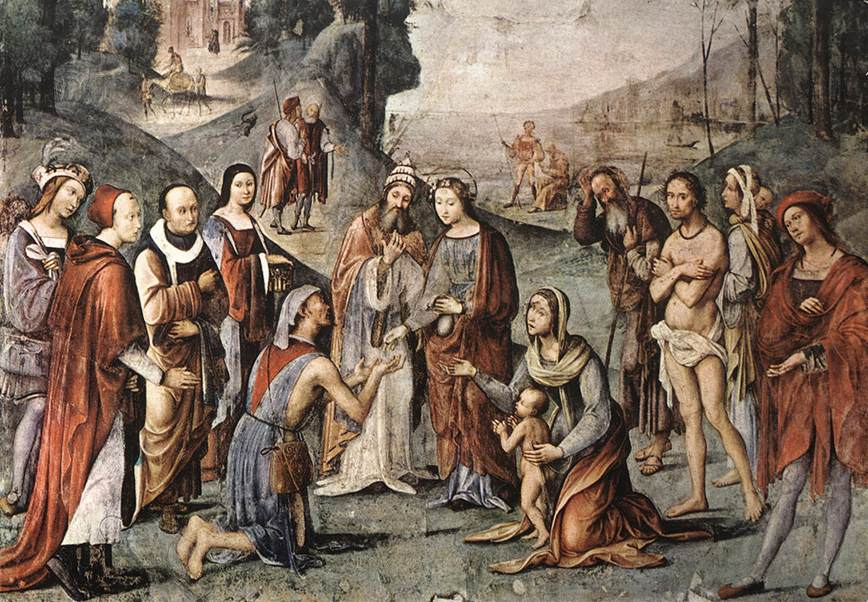
『聖セシリアの施し』
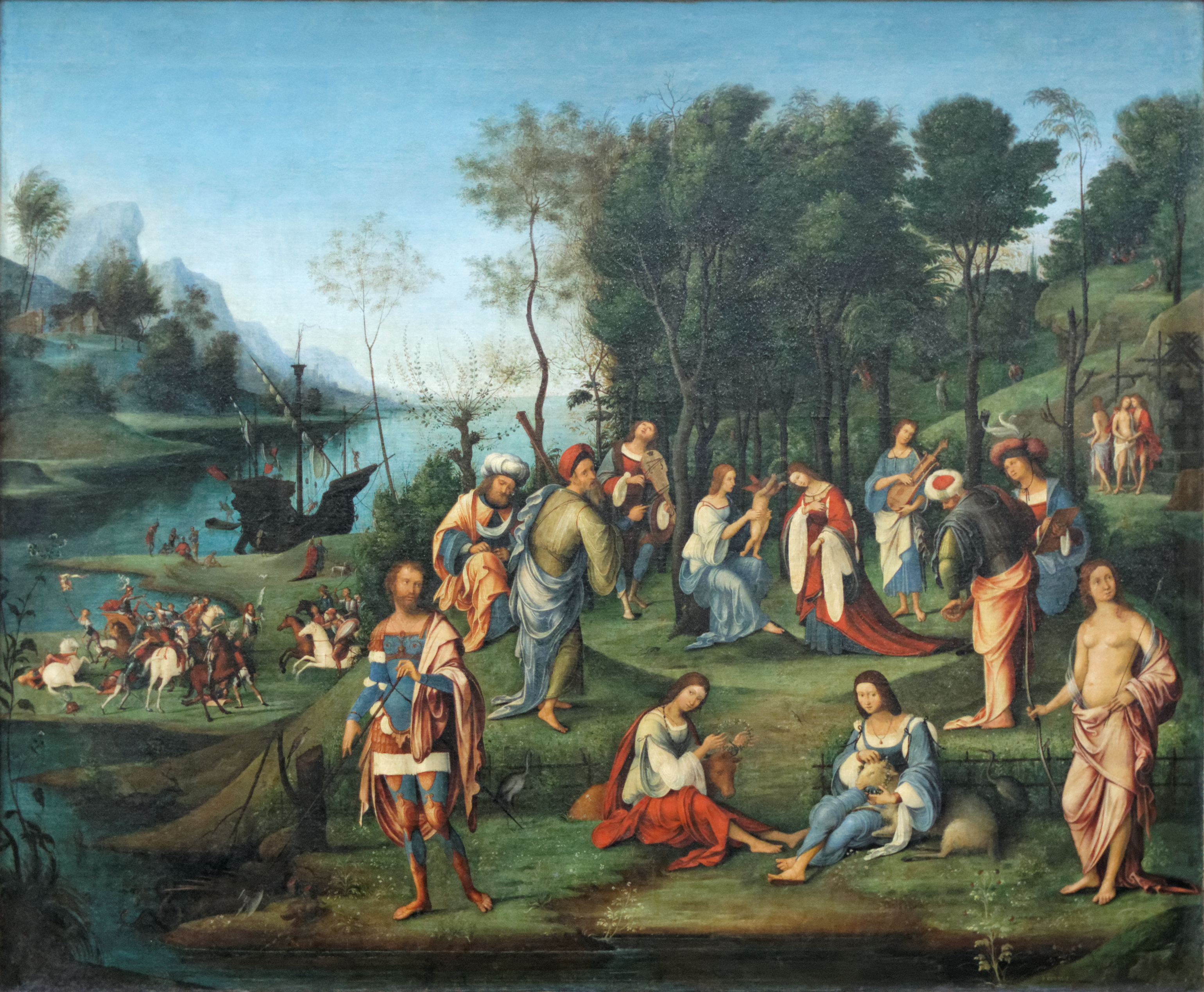
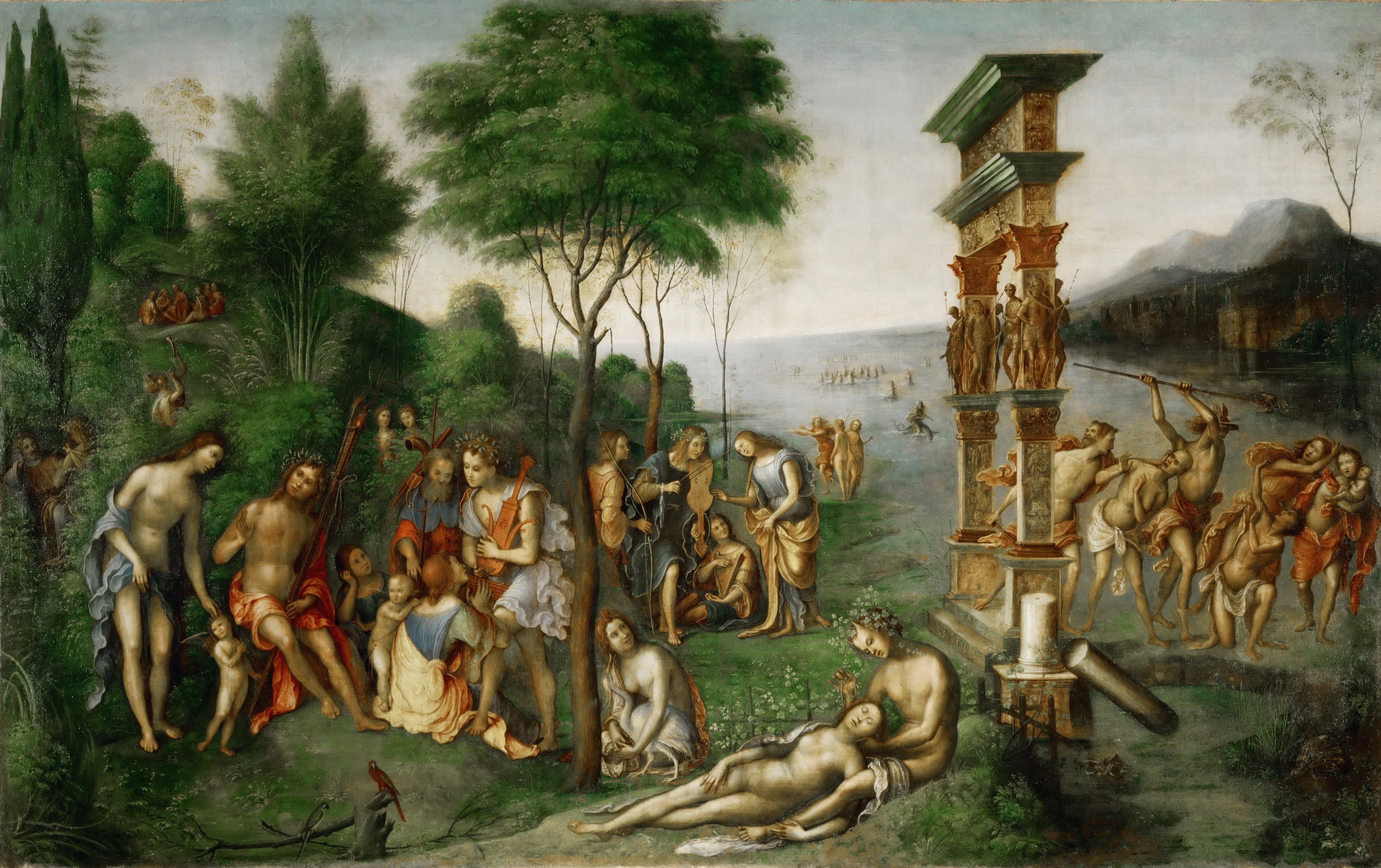

## 参照
- この記事にはアメリカ合衆国内で著作権が消滅した次の百科事典本文を含む: Chisholm, Hugh, ed. (1911). "Costa, Lorenzo". Encyclopædia Britannica (英語). Vol. 7 (11th ed.). Cambridge University Press. p. 219.